# Геркулес покоряет Атлантиду
«Геркулес покоряет Атлантиду» (итал. Ercole alla conquista di Atlantide, фр. Hercule à la conquête de l'Atlantide) — итало-французский приключенческий фильм по мотивам древнегреческих мифах о Геракле и об Атлантиде. Премьера фильма состоялась 19 августа 1961 года в Италии.

## Сюжет
Предсказатель Тиресий возвещает о нападении на Грецию воинов с Запада. Фиванский царь Андрокл пытается убедить Совет царей в необходимости объединиться, чтобы противостоять неизбежной угрозе, но все отказываются. Отказывается и Геракл. Он женат на Деянире и у них растёт сын Гилл, мечтающий о приключениях. Юноша вместе с другом-карликом Тимофеем помогает Андроклу одурманить отца и перевезти его на корабль, отправляющийся на запад. Очнувшись и обнаружив, где он находится, Геракл смиряется со своей участью.
Команда корабля состоит из преступников, приговорённых к смертной казни. Они замышляют избавиться от Андрокла и Геракла, но последний подавляет мятеж и оставляет бунтовщиков на острове. Во время шторма корабль терпит крушение и Андрокл исчезает в пучине. Геракл оказываются на окружённом тумане острове, где находит девушку, предназначенную в жертву монстру Протею, способному принимать любое обличие. Геракл убивает чудовище и освобождает пленницу. Ею оказывается Исмена, дочь царицы Атлантиды Антинеи. После гибели Протея туман рассеивается открыв Атлантиду. Исмена приводит Геракла в свой город, где идёт подготовка к жертвоприношению в честь Урана. Герой находит своего сына и его друга-карлика, освобождает Андрокла от власти Антинеи и разрушает Атлантиду.

## В ролях
- Рег Парк — Геракл
- Фэй Спэйн — Антинея, королева Атлантиды
- Этторе Манни — Андрокл
- Лучано Марин — Гилл
- Лаура Эфрикиан — Исмена
- Сальваторе Фурнари — Тимофей
- Энрико Мария Салерно — царь Мегары
- Иво Гаррани — царь Мегалии
- Джан Мария Волонте — царь Спарты
- Миммо Пальмара — Астор
- Марио Петри — Зенит, жрец Урана
- Мино Доро — оракул
- Mario Valdemarin — Габор
- Маурицио Каффарелли — Протей
- Лучана Анджолилло — Деянира
- Нандо Тамберлани — Тиресий

## Съёмочная группа
- Режиссёр-постановщик: Витторио Коттафави
- Авторы сценария: Витторио Коттафави, Сандро Континенца, Дуччо Тессари, Пьер Бенуа и Николо Феррари
- Продюсер: Акилле Пьяцци
- Композиторы: Джино Маринуцци мл. и Армандо Тровайоли
- Оператор-постановщик: Карло Карлини
- Монтажёр: Маурицио Лучиди
- Художник-постановщик: Франко Лолли
- Художник по костюмам: Витторио Росси
- Постановщик спецэффектов: Марио Бава
- Дирижёр: Джино Маринуцци мл.

## Саундтрек
Саундтрек к фильму выпущен 13 сентября 2007 года под лейблом «Digitmovies»..

### Список композиций
| Номер | Название трека                                           | Длительность |
| ----- | -------------------------------------------------------- | ------------ |
| 01    | Ercole Alla Conquista Di Atlantide                       | 3:13         |
| 02    | Processione                                              | 1:16         |
| 03    | Navigazione E Sbarco                                     | 2:05         |
| 04    | Ammutinamento                                            | 0:35         |
| 05    | Ercole Trattiene La Nave                                 | 1:27         |
| 06    | Dopo Il Naufragio E L’Isola Misteriosa                   | 1:55         |
| 07    | Ercole Contro Proteo                                     | 2:20         |
| 08    | Arrivo Ad Atlantide                                      | 1:48         |
| 09    | Sacrificio E Liberazione Di Ismene                       | 1:05         |
| 10    | Balletto E Il Piano Di Antinea                           | 2:29         |
| 11    | Vino Diabolico                                           | 1:19         |
| 12    | Punizione Mortale E Decisione Di Antinea                 | 1:26         |
| 13    | La Valle Dei Prigionieri                                 | 1:43         |
| 14    | Un Tenero Amore                                          | 1:03         |
| 15    | Regno Oscuro                                             | 3:12         |
| 16    | Dopo Il Massacro                                         | 1:57         |
| 17    | Camera Dell’Oblio E Fuga                                 | 3:46         |
| 18    | La Furia Di Ercole E Ritorno A Casa (Finale)             | 1:09         |
|       | Бонус-треки:                                             |              |
| 19    | Ercole Alla Conquista Di Atlantide (Versione Senza Coro) | 3:13         |
| 20    | Ercole Trattiene La Nave (Versione Alternativa)          | 1:21         |
| 21    | Arrivo Ad Atlantide (Versione Senza Coro)                | 1:47         |
| 22    | Ercole Contro Proteo (Solo Percussioni)                  | 1:54         |
| 23    | Ercole Trattiene La Nave (Versione Stereo-Mix)           | 1:25         |